# 7회 농심 신라면배 세계바둑 최강전
7회 농심 신라면배 세계바둑 최강전은 대한민국, 중국, 일본의 바둑국가대항전으로 일본이 첫 우승을 달성했다.  

## 대국 결과
| 대국 | 대국일자 | 대국일자  | 차전  | 장소                                                   | 승자                 | 패자                 | 결과             | 기보                             |
| ---- | -------- | --------- | ----- | ------------------------------------------------------ | -------------------- | -------------------- | ---------------- | -------------------------------- |
| 1    | 2005년   | 10월 11일 | 1차전 | 중국 베이징 징광(京廣) 호텔                            | 하네 나오키 九단     | 강동윤 三단          | 160수 백 불계승  | [ 깨진 링크 ( 과거 내용 찾기 ) ] |
| 2    | 2005년   | 10월 12일 | 1차전 | 중국 베이징 징광(京廣) 호텔                            | 하네 나오키 九단     | 왕야오 六단          | 172수 백 불계승  | [ 깨진 링크 ( 과거 내용 찾기 ) ] |
| 3    | 2005년   | 10월 13일 | 1차전 | 중국 베이징 징광(京廣) 호텔                            | 류재형 七단          | 하네 나오키 九단     | 161수 흑 불계승  | [ 깨진 링크 ( 과거 내용 찾기 ) ] |
| 4    | 2005년   | 10월 14일 | 1차전 | 중국 베이징 징광(京廣) 호텔                            | 류싱 七단            | 류재형 七단          | 227수 흑 불계승  | [ 깨진 링크 ( 과거 내용 찾기 ) ] |
| 5    | 2005년   | 11월 23일 | 2차전 | 부산 농심호텔                                          | 미무라 도모야스 九단 | 류싱 七단            | 236수 백 불계승  | [ 깨진 링크 ( 과거 내용 찾기 ) ] |
| 6    | 2005년   | 11월 24일 | 2차전 | 부산 농심호텔                                          | 원성진 六단          | 미무라 도모야스 九단 | 169수 흑 불계승  | [ 깨진 링크 ( 과거 내용 찾기 ) ] |
| 7    | 2005년   | 11월 25일 | 2차전 | 부산 농심호텔                                          | 셰허 六단            | 원성진 六단          | 307수 백 반집승  | [ 깨진 링크 ( 과거 내용 찾기 ) ] |
| 8    | 2005년   | 11월 26일 | 2차전 | 부산 농심호텔                                          | 셰허 六단            | 야마다 기미오 八단   | 217수 흑 불계승  | [ 깨진 링크 ( 과거 내용 찾기 ) ] |
| 9    | 2005년   | 11월 27일 | 2차전 | 부산 농심호텔                                          | 조한승 八단          | 셰허 六단            | 145수 흑 불계승  | [ 깨진 링크 ( 과거 내용 찾기 ) ] |
| 10   | 2005년   | 11월 28일 | 2차전 | 부산 농심호텔                                          | 조한승 八단          | 다카오 신지 九단     | 263수 흑 2집반승 | [ 깨진 링크 ( 과거 내용 찾기 ) ] |
| 11   | 2006년   | 2월 21일  | 3차전 | 중국 상하이 부호환구동아(富豪環球東亞,regalhotel) 호텔 | 조한승 八단          | 창하오 九단          | 223수 흑 불계승  | [ 깨진 링크 ( 과거 내용 찾기 ) ] |
| 12   | 2006년   | 2월 22일  | 3차전 | 중국 상하이 부호환구동아(富豪環球東亞,regalhotel) 호텔 | 요다 노리모토 九단   | 조한승 八단          | 210수 백 불계승  | [ 깨진 링크 ( 과거 내용 찾기 ) ] |
| 13   | 2006년   | 2월 23일  | 3차전 | 중국 상하이 부호환구동아(富豪環球東亞,regalhotel) 호텔 | 요다 노리모토 九단   | 콩지에 七단          | 236수 백 불계승  | [ 깨진 링크 ( 과거 내용 찾기 ) ] |
| 14   | 2006년   | 2월 24일  | 3차전 | 중국 상하이 부호환구동아(富豪環球東亞,regalhotel) 호텔 | 요다 노리모토 九단   | 이창호 九단          | 173수 흑 불계승  | [ 깨진 링크 ( 과거 내용 찾기 ) ] |

결과: 일본 우승 (6승 4패), 대한민국 준우승 (5승 5패), 중국 3위 (3승 5패)